# Герб Іжевська

Герб Іжевська

Іжевськ — столиці Удмуртії, республіки в складі Росії. Перший радянський герб міста не був офіційно прийнятим, але все ж таки використовувався. На щиті кольорів державного прапора РРФСР (синьо-червоний) зображалась шестерня, а в середині неї башта (головна будівля Іжевського машинобудівного заводу) із шпилем.
Пізніше використовувався дещо змінений герб. В синьо-червоному щиті розміщувалась срібляста шестерня з висотної будівлею головного корпусу Іжевського машинобудівного заводу. Перед будівлею розташовані автомобіль та мотоциклі, машини, виробництвом яких славився Іжевськ.
Сучасний герб офіційно був прийнятий 27 травня 1997 року. Автором герба виступив Бехтерєв Сергій Львович. Він являє собою зображення геральдичного щита. В розсіченому сріблястому та блакитному полі щита зображені кліщі перемінних кольорів і поверх них така ж стріла в стовп. Позад кліщів — дві зелені гілки горобини навхрест, які мають біля основи червоні грона.

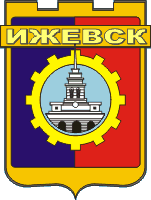
Старий Радянський герб
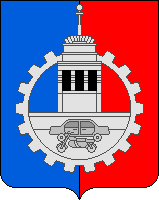
Новий Радянський герб